# 墨井洞
墨井洞 （ムクチョンドン、朝：묵정동）は、ソウル特別市中区にある法定洞。

## 概要
墨井洞は中区中部に位置している法定洞である。前身は、日本統治時代である1914年（大正3年）に行政区画の統廃合により誕生した「新町」である。日本統治終了後の1946年、「町」を「洞」に改める日本色払拭の一環として「墨井洞」に改名された。
墨井洞の名称は、かつて存在した「墨寺ゴル」（モクチョルゴル、먹절골）という村と、この地域にあった「カムジョンウムル」（감정우물）という深井戸に由来している。「墨寺ゴル」は、現在の墨井洞、忠武路4街、忠武路5街、筆洞2街、筆洞3街にかけて存在した村である。村名のうち、「墨寺」（モクチョル、먹절）とは村内にあった寺の名称であり、「ゴル」（골）とは村や部落を意味する言葉である。また、深井戸の名である「カムジョンウムル」は、この井戸が非常に深く、中が黒く見えることに由来している。

## 行政洞
墨井洞の区域は、以下の2つの行政洞の管轄区域にまたがっている。
- 奨忠洞 （チャンチュンドン、장충동）
- 筆洞 （ピルトン、필동）